# Håkan Forsell
Håkan Forsell, född 1968, är en svensk urbanhistoriker och professor vid Stockholms universitet. Sedan 2013 har han gjort podden Staden tillsammans med Dan Hallemar. Forsell är även en skribent för Tidskriften Respons.

## Utgivning i urval
- 2003 –  Hus och hyra: fastighetsägande och stadstillväxt i Berlin och Stockholm 1860–1920 (avhandling). Stads- och kommunhistoriska institutet. ISBN 91-88882-20-9
- 2012 –  Urbana infantil: stadsmiljö, pedagogik och kunskapssamhälle i metropolernas tidevarv, ca 1900–1930. Sekel. ISBN 978-91-85767-98-4
- 2013 –  Bebodda platser: studier av vår urbana samtidshistoria. Arkitektur. ISBN 978-91-86050-83-2